# Регаттен, Адриан
Адриа́н Даниэль Карой Регатте́н (фр. Adrien Daniel Karoly Regattin, араб. ادريان ريجاتين‎; 22 августа 1991, Шампиньи-сюр-Марн, Франция) — марокканский футболист, полузащитник клуба «Игдир». В 2012 году сыграл один матч за сборную Марокко.

## Клубная карьера
Адриан начал свою профессиональную карьеру в 2009 году в клубе «Сет», выступавшем в Лиге 3. В «Сете» марокканец провёл семь матчей, дважды выйдя в стартовом составе и пять раз появившись на замену. По окончании сезона 2008/09 клуб был объявлен банкротом и переведён в низшие дивизионы Франции, игрокам был предоставлен статус свободных агентов.
В июне 2009 года Регаттен присоединился к «Тулузе». В новом клубе Адриан дебютировал 13 декабря 2009 года в матче против «Монпелье», выйдя на замену. Большую часть сезонов 2009/10 и 2010/11 марокканец провёл, выступая за резервную команду «Тулузы» и изредка выходя на замену в матчах основной команды.
В сезоне 2011/12 Адриан стал регулярно появляться на поле в играх Лиги 1. Во втором туре он провёл первый матч в стартовом составе «Тулузы». А уже в следующем туре Адриан открыл счёт забитым голам в команде. Всего в том году Регаттен провёл в чемпионате 21 матч и отличился дважды. В следующем сезоне его показатели увеличились — 27 игр, 3 гола.
1 сентября 2016 года Регаттен бесплатно перешёл в клуб чемпионата Турции «Османлыспор», подписав контракт на два года.
31 августа 2018 года Регаттен подписал двухлетний контракт с «Акхисар Беледиеспором». По окончании сезона 2018/19 покинул «Акхисарспор».
5 февраля 2020 года Регаттен присоединился к клубу MLS «Цинциннати». В главной лиге США дебютировал 1 марта 2020 года в матче стартового тура сезона против «Нью-Йорк Ред Буллз». 11 сентября 2020 года покинул «Цинциннати» по обоюдному согласию сторон.
25 сентября 2020 года Регаттен вернулся в Турцию, подписав однолетний контракт с клубом Первой лиги «Алтай».
29 июля 2021 года Регаттен перешёл по свободному трансферу в клуб чемпионата Греции «Волос».
6 июля 2022 года Регаттен подписал контракт с клубом Первой лиги Турции «Пендикспор».

## Карьера в сборной
Несмотря на то, что Адриан играл за юношескую сборную Франции до 19 лет, в 2012 году он принял решение выступать за сборную Марокко. 14 ноября Регаттен провёл первый матч за сборную, выйдя на замену в товарищеской встрече с командой Того.